# Invettiva
L'invettiva consiste in una frase denigratoria o in un discorso violento contro qualcuno. Quando assume la forma della detrazione «infierisce contro il prossimo senza che egli se ne renda conto»,  mentre se è espressa come contumelia «attacca frontalmente la persona che intende ferire». Nel primo caso può avere un carattere letterario ed allora assume valore di figura retorica.

## Derivazione e sinonimi
Derivazione
Dal latino invehi, scagliarsi contro.
Sinonimi
Rampogna, filippica.

## Storia
Nel passato, ad esempio nel mondo romano, poteva accadere che un poeta, un politico o un uomo di cultura scrivesse un'invettiva contro qualche uomo potente che lui considerava nemico proprio o della sua parte politica. Quando espressa sotto forma di opera letteraria, era definito carmen famosum: il suo trattamento penale - sin dalle XII Tavole - era quello dell'iniuria (e non quello, meno grave, degli altri insulti, definiti contumeliae), esattamente alla stessa stregua del membrum ruptum e dell’os fractum; se oggetto di circolazione cartacea, era punito come Libellum.
Dante, nella Divina Commedia, in più occasioni si lancia in invettive contro personalità ed istituzioni del suo tempo (come ad esempio la città di Firenze o l'Impero Germanico).

### Esempio
Nella Divina Commedia Dante si lancia in una violenta invettiva contro la sua Firenze: nel Canto XV dell'Inferno egli grida "Faccian le bestie fiesolane strame di lor medesme e non tocchi la pianta s’alcune sorge ancora in lor letame".
Lui definisce cioè i fiorentini come bestie fiesolane e afferma che tutto quello che ruota loro attorno è letame.